# Vinum (Zeitschrift)
Vinum (Eigenschreibweise: VINUM) ist ein Magazin für Wein. Verlagsort ist Zürich. VINUM erscheint seit 1980 und erreicht mit drei länderspezifischen Ausgaben monatlich Leser in Deutschland, der Schweiz, Österreich, Frankreich und Spanien.

## Geschichte
Die Special Interest-Zeitschrift wurde im November 1980 von einigen Zürcher Weinenthusiasten gegründet, die auch die Eigentumsanteile der Intervinum AG in Zürich übernahmen. Treibende Kraft war der Autor Rolf Kriesi als Herausgeber (bis zu seinem Tod) sowie Roland Bärtsch als Mitgründer und Layouter der ersten Stunde. Anfangs erschien VINUM mit dem Untertitel „Die internationale Zeitschrift für die Freunde des Weines“. Langjähriger Mitarbeiter ist bis heute der Weinautor Rudolf Knoll.

## Europäisches Weinmagazin
Bereits 1983 wurde eine spezielle Ausgabe für Deutschland (im Falter-Verlag, Aachen) herausgegeben, in der 1987 erstmals mit dem Deutschen Rotweinpreis ein Wettbewerb ausgeschrieben wurde, der seither alle zwei Jahre stattfindet. Es folgte 1991 eine Länderausgaben für Frankreich, 1997 wurde erstmals die spanische Ausgabe herausgegeben. 2004 erschien VINUM auch in italienischer Sprache, die aber nach einem Jahr wieder eingestellt wurde.
2002 hatte der Landwirtschaftsverlag Münster die Mehrheit an der Intervinum AG, wie auch an der Vinum GmbH übernommen. Zu dieser Zeit war die Zeitschrift mit 90.000 gedruckten Exemplaren (darunter 40.000 in deutscher Sprache) eines der auflagenstärksten Weinmagazine Europas. 2005 erwarb die Intervinum AG alle Rechte an Heinz-Gert Woscheks Magazin Alles über Wein, die Bezeichnung wurde bis 2010 als Untertitel für VINUM übernommen.
2009 kaufte der Verlag KünzlerBachmann Medien AG, St. Gallen die Aktienmehrheit an der Intervinum AG der Marken- und Titelrechteinhaberin von Vinum.

## Inhalt
VINUM, Europas führendes Magazin für Weinkultur, berichtet über Trends in der Weinszene und stellt jeden Monat über 300 aussergewöhnliche Weine und ihre Macher vor. Spannend geschriebene Reportagen über Weinregionen kratzen nicht nur an der Oberfläche, sondern gehen in die Tiefe. Information trifft Genuss, Unterhaltung trifft Nutzwert.
Die Redaktion degustiert, beschreibt und bewertet die besten Weine, aus den wichtigsten Anbaugebieten der Schweiz, Deutschland, Österreich, Italien, Spanien, Frankreich, Portugal und der neuen Welt – aber auch aus neuen oder noch unbekannten Weinregionen. In den ausführlichen Weinguides mit Verkostungsnotizen und Bewertungen stellt VINUM die besten Weine mit den dazugehörigen Bezugsquellen vor. Die Bewertung erfolgt nach einem 20-Punkte-System.
Mit dem Grand Prix du Vin Suisse, dem Deutschen Rotweinpreis, dem Schweizer Bioweinpreis, dem Riesling Champion und dem Internationalen Genossenschaftscup hat sich VINUM als Veranstalter wichtiger Weinawards in Deutschland und der Schweiz etabliert.
Neben dem Hauptmagazin publiziert VINUM verschiedene Sonderpublikationen zu speziellen Weinthemen. Einige in dieser Reihe erschienenen Titel sind: Big Bordeaux, Top of Toskana, Champagner Extra, Languedoc, Wein & Delikatessen.

## Vinum Weinguide
Seit dem Jahr 2017 erscheint jährlich der VINUM Weinguide, inzwischen der auflagenstärkste deutsche Weinführer. Hierfür verkostet ein Team von rund 20 Verkostern etwa 11.000 Weine von mehr als 1000 Betrieben und bewertet sie nach dem 100-Punkte-System. Der VINUM Weinguide ist der einzige Führer, der von dem teilnehmenden Weingütern keine Teilnahmegebühren verlangt.

## Bücher
Zudem verlegt die Intervinum AG Bücher zum Thema Wein:
- Thomas Vaterlaus: Die 150 besten Weingüter der Schweiz, Intervinum AG, Zürich 2017, 268 Seiten, Version Deutsch ISBN 978-3-033-06481-2, Version Französisch. ISBN 978-3-033-06482-9.
- Rolf Bichsel: Best of Bordeaux, Intevinum AG, Zürich 2016, 292 Seiten, Version Deutsch. ISBN 978-3-033-05814-9, Version Englisch. ISBN 978-3-033-05899-6.
- Joel B. Payne, Carsten S. Henn: VINUM Weinguide Deutschland, Intervinum AG, Zürich, 2018, 1.030 Seiten, ISBN 978-3-95961-220-3.